# Rittschein
Rittschein är ett vattendrag i Österrike.   Det ligger i förbundslandet Steiermark, i den östra delen av landet, 140 km söder om huvudstaden Wien.
Trakten runt Rittschein består till största delen av jordbruksmark. Runt Rittschein är det ganska tätbefolkat, med 120 invånare per kvadratkilometer.